# Хильфикер, Ганс

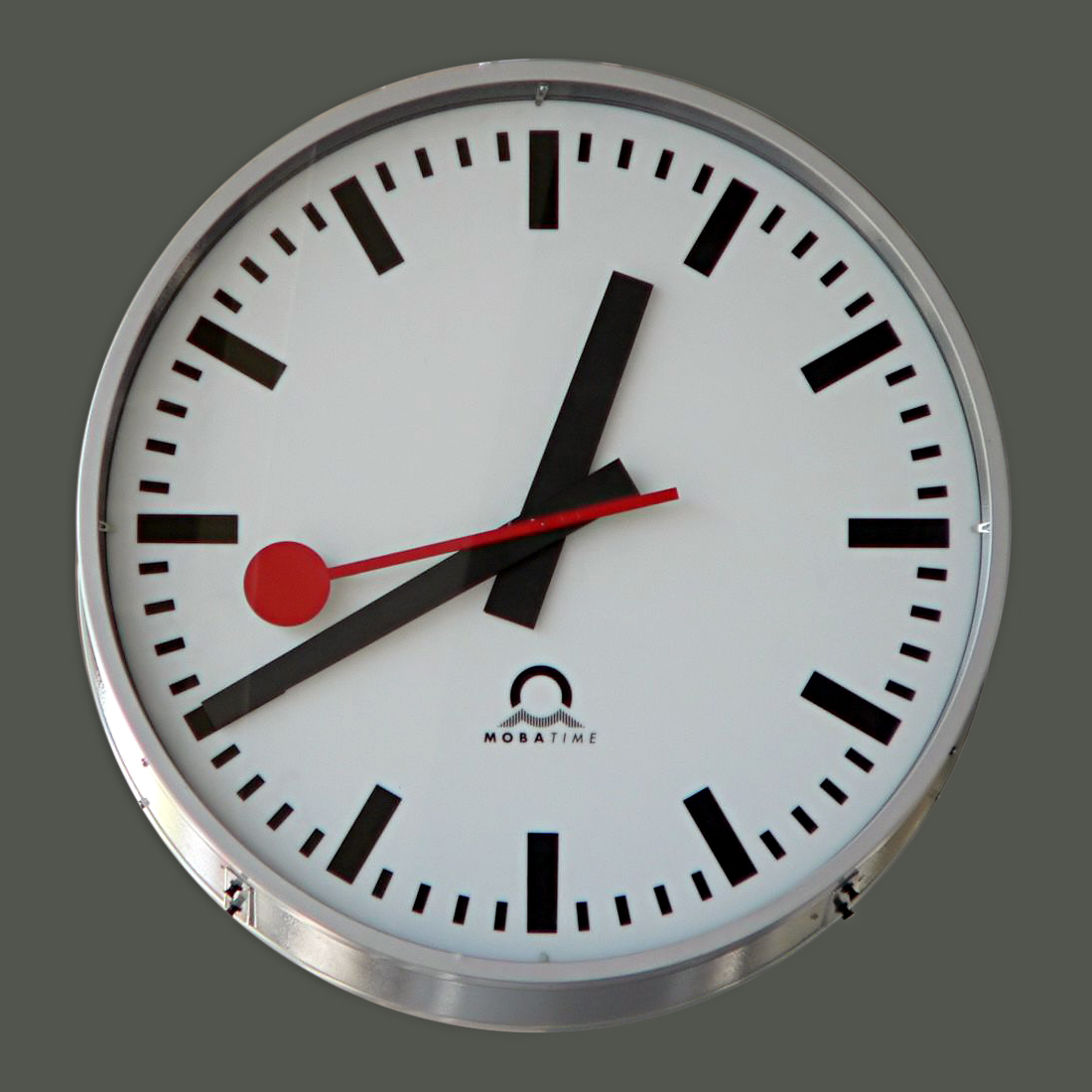
Часы Swiss railway clock

Ганс Хильфикер (нем. Hans Hilfiker, 15 сентября 1901 — 2 марта 1993) — швейцарский инженер и конструктор.
В 1944 году, работая в SBB (рус. Швейцарские федеральные железные дороги), разработал часы Swiss railway clock для железной дороги, которые стали национальным символом. Также был разработчиком кухонной мебели.